# Ни, Леонид Павлович
Леонид Павлович Ни (9.4.1923, Россия, Владивосток — 30.7.2005, Алма-Ата) — советский металлург-ученый, доктор технических наук (1967), профессор (1969), академик Национальной академии наук РК (1994).

## Биография
Окончил Казахский горно-металлургический институт (1946) и его аспирантуру (1951).
С 1951 года — научный сотрудник в Институте металлургии, заместитель директора (1970—1981).
Основные научные труды касаются технологии исследования окиси алюминия (глинозема). Внедрил в производство качественно новый способ обработки бокситов на Павлодарском алюминиевом заводе (Государственная премия СССР, 1980).
Леонид Павлович Ни — автор более 700 научных публикаций, в том числе 15 монографий, более 100 авторских свидетельств и патентов.
Награждён орденами Трудового Красного Знамени, «Знак Почёта», медалями.
Скончался 30 июля 2005 года, похоронен на Центральном кладбище Алма-Аты.

## Публикации
- Щелочные гидрохимические способы переработки высококремнистых бокситов. — А. 1967.
- Переработка высокожелезистых бокситов (физикохимия и технология). — М., 1979 (соавт.).
- Комбинированные способы переработки низкокачественного алюминиевого сырья. — А. 1988 (соавт.).